# سعيد الأفغاني
سعيد الأفغاني (1327  - 1418 هـ / 1909 - 1997 م) علامة نحوي وبحاثة سوري، وأديب كاتب، واستاذ جامعي، يُلقَّب بشيخ النحاة في الشام، وبأستاذ أساتيذ العربية. انتُخب عضوًا في المجمع العلمي العراقي ومجمَع اللغة العربية بالقاهرة. وهو عديل الشيخ علي الطنطاوي. 

## ولادته وتحصيله
ولد محمد سعيد بن محمد بن أحمد الأفغاني بدمشق سنة 1327هـ / 1909م لوالدٍ صالح جاء إلى سورية مهاجرًا من كشمير، وتزوَّج امرأة دمشقية، ولدت له محمد سعيد، ثم ابنةً، وتُوفيت أمهما بعد ولادتها وعُمْرُ محمد سعيد ثلاث سنوات، فعاش يتيم الأمِّ، فرباه والده واصطحبه إلى الجامع الأموي، فلازم حلقات الشيخ حسين التونسي، والشيخ أحمد النويلاتي. 
تعلَّم بمدارس دمشق في المرحلة الابتدائية والإعدادية، ثم الثانوية في مكتب عنبر ودار المعلمين، وتخرج سنة 1928م، ثم التحَقَ بمدرسة الآداب العليا في الجامعة السورية، وتخرج فيها سنة 1932م.

## أعماله ونشاطاته
عُيِّن معلمًا في بلدة منين سنة 1928م، ثم تنقَّل بين عدة مدارس بدمشق، حتى استقرَّ مدرِّسًا في مدرسة التجهيز الأولى بدمشق، ولما أُنشئت كلية الآداب بالجامعة السورية عُيِّن فيها أستاذًا مساعدًا وتدرَّج في وظائفها حتى أصبح عميدًا لكلية الآداب من عام 1961 إلى 1963م، ورئيسًا لقسم اللغة العربية، ومدرِّس النحو وعلومه حتى أُحيل إلى التقاعد في 31 / 12 / 1968م، ثم درَّس بالجامعة اللبنانية، فالجامعة الليبية في بنغازي، ثم في جامعة الملك سعود سنة 1984م، وبقي يدرس حتى بلغ الخامسة والسبعين فعاد إلى دمشق.
انتُخب عضوًا في المجمع العلمي العراقي ومجمَع اللغة العربية بالقاهرة. انتُدب للتدريس في المعهد العالي للمعلمين فكلية الآداب لاحقا، ثم أصبح رئيسًا لقسم اللغة العربية فيها ثم أصبح عميدًا لها ويعد من مؤسسيها.  بعد إحالته على التقاعد درس في جامعات لبنان وليبيا والسعودية والأردن، ثم عاد إلى دمشق فانكبَّ على المطالعة والكتابة حتى آخر عمره. 

## كتبه وآثاره
الأستاذ الأفغاني عالم موسوعي، مؤلف ومحقِّق، اختصَّ بالنحو فكان المحلِّق فيه تدريسًا وتأليفًا، واختصَّ بدراسة نافعة شاملة عن أسواق العرب، وعن المرأة في الإسلام، واختصَّ بدراسات عن السيدة عائشة بنت الصدِّيق رضي الله عنهما، والإمام ابن حزم الأندلسي.

### في التأليف
1. أسواق العرب في الجاهلية والإسلام، طُبع بدمشق سنة 1937.
2. ابن حزم ورسالته المفاضلة بين الصحابة، طُبع بدمشق 1940.
3. الإسلام والمرأة، طُبع بدمشق سنة 1945.
4. عائشة والسياسة، طُبع بمصر سنة 1947.
5. من حاضر اللغة العربية في الشام، طُبع بالقاهرة سنة 1962.
6. الموجز في قواعد اللغة العربية وشواهدها
7. مذكرات في قواعد اللغة العربية
8. نظرات في اللغة عند ابن حزم
9. في أصول النحو
10. من تاريخ النحو
11. معاوية في الأساطير

### في التحقيق
1. الإجابة لإيراد ما استدركته عائشة على الصحابة، للزركشي.
2. المفاضلة بين الصحابة، للزركشي.
3. الإغراب في جدَل الإعراب، لأبي البركات الأنباري.
4. لُمَع الأدلَّة، لأبي البركات الأنباري.
5. تاريخ دارَيَّا، للقاضي الخَولاني.
6. ترجمة عائشة رضي اللّه عنها من سير أعلام النبلاء، للذهبي.
7. ترجمة ابن حزم من سير أعلام النبلاء، للذهبي.
8. إبطال القياس والرأي والاستحسان، لابن حزم.
9. الإفصاح في شرح أبيات مشكلة الإعراب، للفارقي.
10. الحُجَّة في القراءات السبع، لابن زَنْجَلة.
11. أغلاط المُنجِد (معجم المنجد).

## وفاته
توفي سعيد الأفغاني بمكة المكرمة، في 11 شوال 1417هـ الموافق 18 فبراير 1997م، ودُفن بمقبرة المعلاة في مكة.

## وصلات خارجية
- سعيد الأفغاني على موقع أرشيف الشارخ.